# Бяленґа (герб)
Бяленґа (пол. Białęga, Białąga, Krzywaśń w polu żółtym) - шляхетський герб. Даний герб виділяють Островський, Орґелбранд, Бонецький і Гайль, в той час як Юзеф Шиманський і Францішек Пекосінський вважають його варіантом герба Дружина.

## Опис герба
Опис з використанням принципів блазонування, запропонованих Альфредом Знамеровським:
За словами Островського, Орґелбранда, а за Островським і Гайля: у золотому полі срібна річка (щодо клейноду інформації немає).
Адам Бонецький помістив малюнок, на якому герб збігається з гербом Дружина (включно з фарбами і клейнодом), що, однак, суперечить з його цитатою Crzywasz in campo flaveo, тобто krzywaśń w polu żółtym (крива в жовтому полю).

## Історія
Адам Бонецький називає сім'ю Бєховських з Бєхова у віслицькому повіті. Ян Длугош, а за ним і більш пізні геральдисти, приписали Бєховським, що мешкали у сандомирськім і краківськім воєводствах, герб Огоньчик, між тим, запис радомської судової справи від 1473 року вказує, що дідичі Бєхова з віслицького повіту належали до гербу Бяленґа. Згадуються Стефан з Бєхова та Ян з Желехова, обидва з віслицького повіту, й підтвердили, що належать до гербу Бяленґa (Crzywasz in campo flaveo/крива в жовтому полі). 
Бонецький згадує Войцеха з Бєхова, підскарбія королівського під 1339 роком; швидше за все, той же Войцех повинен був бути королівським скарбником в 1334 році.

## Гербовий рід
Відома лише одна сім'я гербового роду: Бєховських (Biechowski).